# Моріс Сендак
Моріс Сендак (англ. Maurice Sendak, нар. 10 червня 1928, Бруклін, Нью-Йорк — пом. 8 травня 2012, Денбері, Коннектикут) — американський дитячий письменник, художник-ілюстратор, продюсер, режисер, актор.

## Біографія

Ілюстрація Моріса Сендака до книги «Там, де живуть Чудовиська».

Народився в єврейській родині, яка емігрувала з Польщі. Стати художником-ілюстратором вирішив у дванадцять років після перегляду мультфільму «Фантазія». Не отримував спеціальної художньої освіти, але уважно вивчав творчість інших художників, історію книжкової ілюстрації. По закінченню школи Сендак працював оформлювачем вітрин в магазині іграшок на П'ятій авеню і кожну вільну хвилину проводив у відділі книжок-картинок. Незвичайного любителя помітив один із продавців і, дізнавшись про його захоплення, познайомив юнака з редактором видавництва «Хапер енд Бразерс» Урсулою Нордстрем. Малюнки молодого художника зацікавили її, і Сендак отримав перше замовлення — проілюструвати книгу Марселя Айме «Чудова ферма»(1951).
В 1951—1962 роках Моріс Сендак створив ілюстрації до понад 40 книг. У 1956 році з'являється перша книга, де Моріс Сендак виступає не тільки як художник, але як і письменник — «Вікно в кімнаті Вінні». У 1957 році він видав ще одну власну книжку «Дуже-дуже далеко» про хлопчика, який ревнує маму до молодшого брата, а у 1958 році виходить книжка «Записка на дверях Розі», де Сендак вперше прямо звертається до своїх бруклінських вражень. 1963 рік став вирішальним у долі Моріса Сендака. Художник створив книгу, що принесла йому світову славу, була перевидана у десятках країн — «Там, де живуть Чудовиська». Лауреат премій: шведська премія імені Астрід Ліндгрен (2003), Кальдекотта, медалі Ганса Крістіана Андерсена.
Проілюстрував серію дитячих книг «Ведмежатко» (Little Bear) (автор Else Holmelund Minarik) видавництва HarperCollins, у 1995 році на основі його ілюстрацій в Канаді зняли мультсеріал Maurice Sendak' s Little Bear (39 серій). Як актор виступив в серіалі «Ангели в Америці» (2003). У 2009 році відбулась прем'єра фільму за казкою Сендака «Там, де живуть Чудовиська».
Протягом останніх років Сендак все рідше повертається до книжкової ілюстрації. Він викладає, працює в кіно та на телебаченні, створює костюми та декорації для театральних постановок. Та все ж книга залишається головним покликанням Моріса Сендака, його улюбленою справою.
Сендак був геєм, хоча ніколи не афішував цього. Його зізнання було опубліковано лише у статті 2008 року, опублікованій в The New York Times. Це відбулося вже після смерті партнера Сендака, психоаналітика Юджина Глинна, з яким Сендак прожив 50 років і який помер у травні 2007 року від раку легень. Батьки письменника не знали про його орієнтацію. Говорити про неї публічно в розквіті своєї кар'єри він також не хотів, оскільки розумів, що подібне зізнання може сильно пошкодити його популярності як дитячого автора.

## Творчість
Тоді як американські художники-ілюстратори все більш захоплювались грою кольору, абстракцією та різними формами нереалістичного мистецтва, Сендак, навпаки, все частіше звертається до традицій 18-19 століття, його приваблює чіткість ліній, тонке штрихування і приглушенні тони. Він вивчає творчість Дюрера, Хогарта, Блейка, Буша, творчо адаптує в свої роботи знахідки старих майстрів. Особливе захоплення художника викликають роботи англійських ілюстраторів XIX століття (Рендольф Кальдекот і Джордж Крукшенк).
У 1950-ті роки формується особлива манера художника зображувати дітей: маленькі герої Сендака зазвичай коренасті, ніби трішки приплюснуті, круглолиці, очі їхні часто залишаються сумними, навіть коли діти веселяться, інколи вони більш схожі на маленьких дорослих, ніж на дітей. Перші книжки Моріса Сендака вирізняє новизна відношення до дитини, вони позбавлені приторної солодкуватості, відчувається якийсь внутрішній трагізм: маленькі герої один на один зустрічаються з невлаштованістю дорослого світу, вони позбавленні підтримки старших, єдина опора — фантазія.

## Особисте життя
У статті в «Нью-Йорк таймс» за вересень 2008 року Сендак вказав, що є геєм і прожив зі своїм партнером, психоаналітиком Юджином Девідом Глінном (25 лютого 1926 — 15 травня 2007), протягом 50 років до смерті Глінна. Він ніколи не зізнавався батькам у своїй гомосексуальності. «Все, чого я хотів, це бути гетеросексуалом, щоб мої батьки були щасливі. Вони ніколи, ніколи, ніколи про це не дізналися». Стосунки Сендака з Глінном згадувалися й іншими авторами раніше (зокрема Тоні Кушнером у 2003 році), а в посмертному повідомленні Глінна за 2007 рік Сендак був названий його «партнером п'ятдесяти років». Після смерті свого партнера Сендак пожертвував 1 мільйон доларів Єврейській раді служб у справах сім'ї та дітей в пам'ять про Глінна, який лікував там молодих людей. Гроші підуть до клініки, яка буде названа на честь Глінна.

## Фільмографія
- Там, де живуть Диковиська, США-Чехословаччина, 1973
- Там, де живуть Диковиська, США, 2009

## Нагороди та премії
- Медаль Колдекотт (Caldecott Medal) за книгу «Там, де живуть Диковиська» , 1964
- Міжнародна медаль Г. К. Андерсена (Hans Christian Andersen Award) за ілюстрації дитячих книг, 1970
- National Book Award, 1982
- Премія Лори Інґлз Вайлдер (Laura Ingalls Wilder Medal), 1983
- Національна медаль за мистецтва (National Medal of Arts), 1996
- Меморіальна премія імені Астрід Ліндгрен (Astrid Lindgren Memorial Award), 2003